# كارفيديلول
كارفيديلول هو من حاصرات بيتا غير الانتقائية أو غير الاصطفائية (nonselective) التي فعاليتها غير متخصصة بالقلب فقط ويمتاز بأنه أيضا له فعالية حاصرات ألفا فتكون فعاليته حاصر بيتا/ألفا.

## الأسماء التجارية
- دايلاتراند (Dilaterand) من إنتاج شركة روش (Roche).
- كورج (Coreg) من إنتاج شركة GSK.
- تتوفر في البلدان العربية منتجات محلية وبأسماء تجارية أخرى.

## الجرعات المتوفرة
- 3,125 ملغ
- 6,25 ملغ
- 12,5 ملغ
- 25 ملغ

## الاستخدامات

### 1-قصور القلب
يستخدم في علاج خفيف إلى شديد قصور القلب المزمن الخفيف أوالشديد (اعتلال عضلة القلب)، ويستخدم عادة بالإضافة إلى مدرات البول، ومثبطات ACE، والديجيتال، مما ينتج عن الاستفادة في زيادة فرص البقاء على قيد الحياة، وأيضا للتقليل من ضرورات مراجعة المستشفيات نتيجة للمضاعفات المرضية.

### 2-اختلال البطين الأيسرالناتج بعداحتشاء عضلة القلب
يستخدم كارفيديلول للحد من وفيات أمراض القلب والأوعية الدموية لدى مرضى المستقرة حالاتهم سريريا والذين تجاوزا المرحلة الحادة من احتشاء عضلة القلب ويكون نسبة ضخ البطين الأيسر هي 40 ٪ (مع أو بدون أعراض قصور القلب).

### 3-ارتفاع ضغط الدم
يستخدم كارفيديلول وحده أو مع ادوية علاج ارتفاع ضغط الدم من المجموعات الأخرى خصوصا مدرات البول من نوع ثيازايد.

## موانع الاستعمال
- متلازمة الجيب المريضة.
- انخفاض وظائف الكبد .
- فشل القلب للحفاظ على دوران كاف من الدم (صدمة قلبية) .
- انخفاض شديد في ضغط الدم.
- الربو أو أي حالة ضيق في الشعب الهوائية.
- مرض الانسداد الرئوي المزمن (داء الانسداد الرئوي المزمن) .
- احتباس السوائل بشكل كبير يتطلب العلاج بأدوية القلب عن طريق الوريد.
- حصارالقلب من الدرجة 2 ، 3 .
- حصار القلب الجيبي الأذيني.
- بطء معدل ضربات القلب لأقل من 50 نبضة في الدقيقة.

## الأعراض الجانبية
الآثار الجانبية الأكثر شيوعاً تشمل الدوار، والتعب، وانخفاض ضغط الدم والإسهال والوهن، وبطء القلب، وزيادة الوزن.
من الأعراض الجانبية الأخرى التي سجلت في حالات قليلة نادرة اضطرابات النوم واضطرابات الهلع والكوابيس المرتبطة مع الاستخدام غير السليم لكارفيديلول.